# Craig Wolfley
Craig Wolfley (Búfalo, Nueva York; 19 de mayo de 1958-10 de marzo de 2025) fue un jugador estadounidense de fútbol americano que jugó 12 temporadas con dos equipos en las posiciones de guard y tackleador.

## Carrera
A nivel universitario jugó para Syracuse Orange, equipo con el que fue titular en sus cuatro temporadas, y en 1999 fue seleccionado en el equipo del siglo de la universidad.
Fue seleccionado en la quinta ronda en la posición 138 del draft de la NFL de 1980 por los Pittsburgh Steelers donde jugó en la línea ofensiva tanto como tackleador como de guard por 10 temporadas. Se retiró dos temporadas más tarde con los Minnesota Vikings, registrando 153 partidos, de los cuales 104 fueron como titular, principalmente como guard izquierdo.

## Tras el retiro
Luego de retirarse como jugador, Wolfley pasó a trabajar en las transmisiones de los partidos de los Steelers. Wolfley trabajó como reportero de campo hasta 2021; además de que conducía un programa de radio todos los días, la mayoría de las transmisiones las hizo con su excompañero en los Steelers y amigo Tunch Ilkin.
Luego de que Ilkin murió en 2021, Wolfley lo reemplazó como comentarista en las transmisiones de los partidos en radio. El exjugador de los Steelers Max Starks reemplazó a Ilkin en el programa radial de Wolfley.

## Otros deportes
Además del fútbol americano, Wolfley compitió en halterofilia, boxeo, sumo y artes marciales. En 1981 terminó en quinto lugar en el torneo World's Strongest Man. En 2002 Wolfley perdió una pelea de boxeo de cuatro rounds ante Butterbean. También era cinta negra en jiu jitsu.

## Vida personal y muerte
Su hermano Ron Wolfley también jugó fútbol americano en la posición de running back con los Arizona Cardinals, y al retirarse pasó a ser comentarista deportivo.
Wolfley murió de cáncer el 10 de marzo de 2025 a los 66 años.